# 新喀里多尼亞多棘海馬
新喀里多尼亞多棘海馬為輻鰭魚綱棘背魚目海龍魚科的其中一種，分布於西太平洋區的新喀里多尼亞海域，棲息深度約6公尺，本魚背鰭軟條17枚，腹環11個，尾環35-37個，頭冠具有4個大棘，體長可達9.7公分，棲息在海草床，屬肉食性，以小型甲殼類為食，卵胎生。